# Josh Olson

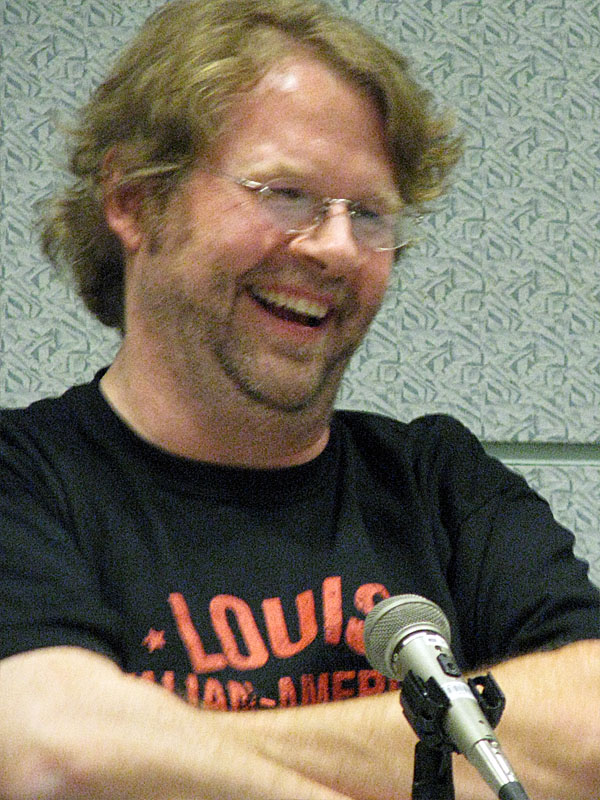
Josh Olson

Josh Olson (* 20. Jahrhundert) ist ein US-amerikanischer Drehbuchautor, Filmregisseur und Filmproduzent, der 2006 in der Kategorie „Bestes adaptiertes Drehbuch“ mit dem Filmdrama A History of Violence für einen Oscar nominiert wurde.

## Leben
Olson begann seine Karriere beim Film als Produktionsassistent, wo er 1987 an dem Science-Fiction-Film Masters of the Universe mitwirkte. Es schlossen sich verschiedene Filme und Tätigkeitsfelder an. Für Eaten Alive – Invasion der Killer-Insekten (2002) schrieb Olson das Drehbuch und führte Regie. Der Tierhorrorfilm wurde gemischt aufgenommen. 
Das Filmdrama A History of Violence (2005), das auf der gleichnamigen Graphic Novel von John Wagner und Vince Locke basiert, wurde 1997 veröffentlicht. Der Produzent J. C Spink wurde darauf aufmerksam und erkannte das Potential für eine Verfilmung. Als er das Projekt dem Filmstudio New Line Cinema vorstellte, sicherte sich das Studio die Filmrechte umgehend. Josh Olson wurde beauftragt, ein Drehbuch zu erstellen. Er ersetzte die ursprünglich italienisch klingenden Namen der Figuren im Drehbuch durch irische, um nicht das übliche Mafia-Klischee zu bedienen. Als Regisseur konnte David Cronenberg, ein Kanadier, gewonnen werden. Der Film erhielt neben zwei Oscarnominierungen, darunter eine für Olsons Drehbuch, sehr viele weitere Nominierungen für renommierte Filmpreise. Für Olson war es sein bis dahin wichtigster Film. 
Als Co-Autor des Fernsehfilms Masters of Science Fiction – The Discarded konnte er einen weiteren Erfolg verbuchen, ebenso wie mit dem Video Batman: Gotham Knight, für das er das Segment Have I Got a Story for You beisteuerte. Bei Tabloid, einem Thriller, handelt es sich um ein Projekt, das er für Mick Jagger umsetzt.

## Filmografie (Auswahl)
wenn nicht anders angegeben, als Drehbuchautor
- 1987: Masters of the Universe (Produktionsassistent)
- 1989: Warlock – Satans Sohn (Warlock; künstlerischer Koordinator)
- 1992: California Dream (Breaking the Rules; im künstlerischen Team)
- 1998: On the Border (Fernsehfilm)
- 1999: Hitman’s Run
- 2000: A Moment of Silence (Kurzfilm; auch Produktion)
- 2001: Tödliche Tarnung (Instinct to Kill)
- 2001: Puppy Love (Kurzfilm; auch Produktion und Regie)
- 2002: Eaten Alive – Invasion der Killer-Insekten (Infested; auch Regie)
- 2005: A History of Violence
- 2007: Masters of Science Fiction – The Discarded (Fernseh-Miniserie)
- 2008: Dreams with Sharp Teeth (Dokumentation)
- 2008: Batman: Gotham Knight – Have I Got a Story for You
- 2024: Trigger Warning

## Auszeichnungen (Auswahl)
- 2006 erhielt Olson eine Oscar-Nominierung in der Kategorie „Bestes Adaptiertes Drehbuch“ für das Filmdrama A History of Violence von David Cronenberg. Der Oscar ging jedoch an Larry McMurtry und Diana Ossana und das Filmdrama Brokeback Mountain.
- Josh Olson war außerdem mit A History of Violence für nachfolgende Auszeichnungen nominiert: 
  - 2006: BAFTA Film Award
  - 2006: Chicago Film Critics Association Award (CFCA)
  - 2006: Edgar Allan Poe Award (kurz Edgar)
  - 2006: International Cinephile Society Award (ICS)
  - 2006: Online Film & Television OFTA Award
  - 2006: Online Film Critics Society Award (OFCS)
  - 2006: USC Scripter Award
  - 2006: Writers Guild of America Award (WGA)